# Suriname op de Olympische Zomerspelen 2020
Suriname nam deel aan de Olympische Zomerspelen 2020 in Tokio, Japan.
Aan de spelen deden drie Surinaamse sporters mee. Via een kwalificatie was dat de wielrenner Jaïr Tjon En Fa, en via wildcards waren dat de badmintonner Sören Opti en de zwemmer Renzo Tjon A Joe. Het was dit jaar voor het eerst in de geschiedenis dat de Surinaamse Atletiek Bond geen afvaardiging stuurde naar de Olympische Zomerspelen. Kort voor vertrek werd Opti positief bevonden op COVID-19, waardoor zijn deelname niet door kon gaan.

## Atleten
Hieronder volgt een overzicht van de atleten die zich hebben verzekerd van deelname aan de Olympische Zomerspelen 2020.
| sport       | mannen | vrouwen | totaal |
| ----------- | ------ | ------- | ------ |
| Wielersport | 1      | 0       | 1      |
| Zwemmen     | 1      | 0       | 1      |
| totaal      | 2      | 0       | 2      |

## Sporten

### Wielersport

#### Baanwielrennen
Mannen
Sprint
| atleet          | onderdeel | kwalificaties | kwalificaties | ronde 1           | herkansing 1         | ronde 2              | herkansing 2         | kwartfinale          | halve finale         | finale               | finale         |
| atleet          | onderdeel | tijd          | rang          | tegenstander tijd | tegenstander uitslag | tegenstander uitslag | tegenstander uitslag | tegenstander uitslag | tegenstander uitslag | tegenstander uitslag | rang           |
| --------------- | --------- | ------------- | ------------- | ----------------- | -------------------- | -------------------- | -------------------- | -------------------- | -------------------- | -------------------- | -------------- |
| Jaïr Tjon En Fa | sprint    | 9,472         | 6 Q           | Levy V            | Hart Xu W            | Lavreysen V          | Vigier V             | niet geplaatst       | niet geplaatst       | niet geplaatst       | niet geplaatst |

Keirin
| atleet          | onderdeel | ronde 1 | herkansing | kwartfinale | halve finale | finale |
| atleet          | onderdeel | rang    | rang       | rang        | rang         | rang   |
| --------------- | --------- | ------- | ---------- | ----------- | ------------ | ------ |
| Jaïr Tjon En Fa | keirin    | 6       | 2 Q        | 3 Q         | 3 FA         | 4      |

### Zwemmen
Mannen
| atleet           | onderdeel       | series | series | halve finale   | halve finale   | finale         | finale         |
| atleet           | onderdeel       | tijd   | rang   | tijd           | rang           | tijd           | rang           |
| ---------------- | --------------- | ------ | ------ | -------------- | -------------- | -------------- | -------------- |
| Renzo Tjon-A-Joe | 50 m vrije slag | 22,56  | 36     | niet geplaatst | niet geplaatst | niet geplaatst | niet geplaatst |